# 早狩武志
早狩 武志（はやかり たけし）は、日本のシナリオライター。栗原 繁のペンネームも使用している。「早狩武志」名義はインターネット上の名称・商業ゲーム・小説用、「栗原繁」は同人誌用と分けて使用している。どちらとも本名ではない。

## 経歴
元々はオリジナル小説を中心とした同人活動を行っており、SFアンソロジー『宇宙への帰還』内の短編『輝ける閉じた未来』にてSF小説家「早狩 武志」として商業デビューを果たし、SFオンラインにおける有料DL小説等の執筆も行っていた。
その後、アダルトゲームブランド「light」にて『僕と、僕らの夏』のシナリオライターを外注として務める。それ以後も同ブランドの『群青の空を越えて』・『潮風の消える海に』、ブランド「ぷちフェレット」の『ぽぽたん』のシナリオライターを務める。
2011年の『恋ではなく―― It's not love, but so where near.』より前に本人が一人でシナリオを書いた商業作品の初出はすべて「light」だが、「light」所属ではなく、すべて外注で引き受けていた。本人によると一般的な職業ではないとのことだが本職はサラリーマンであり、兼業ライターというアダルトゲーム業界では非常に珍しい形態をとっている。専業ライターと同一程度の速度で執筆を行う。『群青の空を越えて』を執筆中は、昼休み・帰宅から寝るまでの時間・休日すべてを執筆活動に充当し、仕事と睡眠と執筆以外は何もできなかったと発言している。
政治や軍事について知識があり、それを活かしたゲーム作りをする。

## 作品
- アダルトゲーム
  - 僕と、僕らの夏
  - ぽぽたん - 共同執筆
  - 群青の空を越えて
  - 潮風の消える海に
  - 恋ではなく―― It's not love, but so where near.
  - ゆきいろ 〜空に六花の住む町〜 - 共同執筆
  - love,VAMPIRE FLOWERS
- SF小説
  - SFアンソロジー『宇宙への帰還』(輝ける閉じた未来) -アンソロジー中の一編。
  - SFオンライン 『ムーンシャイン――月光――』 -有料のダウンロード小説。
- ライトノベル
  - 『群青の空を越えて』 - 同名のゲームの小説化。
  - 『ハーフボイルド・ワンダーガール』 - 青春ミステリードラマ。
  - 『ユケ、鉄路 夜行急行『北星』北東北突破戦』 - 架空戦記。
- 劇
  - 恋でなく - 劇団「friendship」によって2007年4月15日・16日上演。脚本を担当。